# مدرع غليظ القدم كبير
مدرع غليظ القدم كبير (الاسم العلمي: Dasypus kappleri) (بالإنجليزية: Greater Long-nosed Armadillo)‏ هو نوع من الحيوانات يتبع جنس مدرع غليظ القدم من فصيلة مدرعات طويلة الأنف.